# Wilhelm Eduard Wilda
Wilhelm Eduard Wilda (egentligen Wolf Ephraim Seligmann), född 17 augusti 1800 i Altona, död 9 augusti 1856 i Kiel, var en tysk jurist. 
Wilda studerade vid tyska och, för att inhämta kännedom om nordisk rätt, vid Köpenhamns universitet. Han ägnade sig en tid åt advokatverksamhet i Hamburg och kallades 1831 till extra ordinarie professor i Halle an der Saale samt blev ordinarie professor 1842 i Breslau och 1854 i Kiel. 
Wilda ägnade sig huvudsakligen åt studiet av germansk rätt och intar en mycket framstående plats bland germanisterna. Av hans arbeten kan nämnas Das Gildenwesen im Mittelalter (1831) och Strafrecht der Germanen (1842). Åren 1839–1840 utgav han tillsammans med August Ludwig Reyscher "Zeitschrift für deutsches Recht und deutsche Rechtswissenschaft".
Under sina vidsträckta resor besökte Wilda 1834 även Sverige. Han blev utländsk ledamot av Vitterhetsakademien 1842.